# Gonzalo Jara
Gonzalo Jara Reyes (Santiago, 29 augustus 1985) is een Chileens betaald voetballer die doorgaans in de verdediging speelt. Hij verruilde Universidad de Chile in januari 2019 voor Estudiantes. Jara debuteerde in 2006 in het Chileens voetbalelftal, waarvoor hij meer dan honderd interlands speelde.

## Clubcarrière
Colo-Colo verkocht hem in augustus 2009 voor £ 1.400.000,- aan West Bromwich Albion FC, waar hij in augustus 2010 zijn contract tussentijds verlengde tot medio 2013, met een optie voor nog een jaar. In april 2006 debuteerde hij in het Chileens voetbalelftal, waarvoor hij meer dan 35 interlands speelde.
Jara's loopbaan in het betaald voetbal begon bij Club Deportivo Huachipato in de Chileense Primera División. Daar speelde hij zich in de kijker van meervoudig kampioen Colo-Colo, dat hem in 2007 overnam. Jara speelde er drie seizoenen en werd met de club landskampioen in de Apertura (eerste seizoenshelft) van 2007, de Clausura (tweede seizoenshelft) van 2007 en de Clausura van 2008.
Na nog een jaar bij Colo-Colo haalde West Bromwich Albion FC Jara naar Engeland. Daarmee werd hij in zijn eerste jaar tweede in de Football League Championship en verdiende hij met zijn ploeggenoten promotie naar de Premier League. In de Premier League behield hij zijn basisplaats. In seizoen 2011/12 verzeilde hij op de bank. Jara werd eerst voor twee maanden en na de winterstop voor de rest van het seizoen uitgeleend aan Brighton & Hove Albion. Ook het seizoen daarna kon hij niet rekenen op veel speelminuten, in de tweede seizoenshelft speelde hij daarop op uitleenbasis voor Nottingham Forest dat hem na het seizoen definitief overnam.

## Clubstatistieken
| Seizoen | Club                      | Competitie       | Duels | Goals |
| ------- | ------------------------- | ---------------- | ----- | ----- |
| 2003    | Club Deportivo Huachipato | Primera División | 24    | 0     |
| 2004    | Club Deportivo Huachipato | Primera División | 15    | 0     |
| 2005    | Club Deportivo Huachipato | Primera División | 23    | 0     |
| 2006    | Club Deportivo Huachipato | Primera División | 18    | 1     |
| 2007    | Colo-Colo                 | Primera División | 23    | 1     |
| 2008    | Colo-Colo                 | Primera División | 25    | 0     |
| 2009    | Colo-Colo                 | Primera División | 16    | 0     |
| 2009/10 | West Bromwich Albion      | Championship     | 22    | 1     |
| 2010/11 | West Bromwich Albion      | Premier League   | 29    | 1     |
| 2011/12 | West Bromwich Albion      | Premier League   | 4     | 0     |
| 2011/12 | → Brighton & Hove Albion  | Championship     | 14    | 0     |
| 2012/13 | West Bromwich Albion      | Premier League   | 1     | 0     |
| 2012/13 | → Nottingham Forest       | Championship     | 16    | 0     |
| 2013/14 | Nottingham Forest         | Championship     | 32    | 0     |
| 2014/15 | 1. FSV Mainz 05           | Bundesliga       | 17    | 0     |
| 2015/16 | 1. FSV Mainz 05           | Bundesliga       | 6     | 0     |
| 2015/16 | Universidad de Chile      | Primera División | 10    | 0     |
| 2016/17 | Universidad de Chile      | Primera División | 21    | 0     |
| 2017    | Universidad de Chile      | Primera División | 11    | 0     |
| 2018    | Universidad de Chile      | Primera División | 16    | 0     |
| 2018/19 | Estudiantes               | Primera División | 9     | 0     |

## Interlandcarrière
Jara debuteerde op 25 april 2006 in de vriendschappelijke wedstrijd tegen Nieuw-Zeeland in het Chileense nationale team. Eerder speelde hij met de nationale jeugdselectie op het WK U20 in 2005 in Nederland, waar de ploeg van bondscoach José Sulantay in de achtste finales werd uitgeschakeld door gastland Nederland (3-0).
Bondscoach Marcelo Bielsa nam Jara vijf jaar later mee naar het WK 2010. Daar kwam hij voor het eerst in actie toen hij in de eerste groepswedstrijd tegen Honduras (0-1 winst) in de 52e minuut in het veld kwam voor Rodrigo Millar. Het volgende duel tegen Zwitserland (1-0 winst) begon Jara in de basis, evenals tegen Spanje (1-2 verlies) en in de achtste finale tegen Brazilië (3-0 verlies).
Op 9 november 2011 raakte Jara in opspraak, omdat bondscoach Claudio Borghi hem en vier andere internationals uit zijn selectie verwijderde in de aanloop naar de WK-kwalificatieduels tegen Uruguay en Paraguay. Het vijftal, met verder Jorge Valdivia, Jean Beausejour, Carlos Carmona en Arturo Vidal, zou te laat zijn komen opdagen bij een training nadat zij dronken waren teruggekomen na een avondje vrijaf. "Drie kwartier later dan afgesproken en in een staat die niet bij een profvoetballer past", zei Borghi.
Jara maakte eveneens deel uit van de selectie van bondscoach Jorge Sampaoli bij het WK voetbal 2014 in Brazilië. Daar miste hij de beslissende strafschop in de achtste finale tegen gastland Brazilië, waardoor Chili uitgeschakeld werd.
In 2015 maakte hij deel uit van de selectie voor de Copa América dat jaar. Chili won het toernooi, maar Jara speelde de halve finale (tegen Peru) en finale (tegen Argentinië) niet, omdat hij geschorst werd na de kwartfinale tegen Uruguay. Jara stak zijn vinger opzettelijk in het achterwerk van tegenstander Edinson Cavani, die hem daarom een tik uitdeelde. Cavani kreeg in de wedstrijd daarvoor zijn tweede gele kaart. Jara kwam er in de wedstrijd mee weg, maar werd alsnog geschorst na bestudering van videobeelden. Hij was er een jaar later wel bij in de finale toen zijn landgenoten en hij ook de Copa América Centenario wonnen.

## Erelijst
| Competitie         | Winnaar | Winnaar    | Runner-up | Runner-up | Derde  | Derde |
| Competitie         | Aantal  | Jaren      | Aantal    | Jaren     | Aantal | Jaren |
| Chili              | Chili   | Chili      | Chili     | Chili     | Chili  | Chili |
| ------------------ | ------- | ---------- | --------- | --------- | ------ | ----- |
| Copa América       | 2×      | 2015, 2016 |           |           |        |       |
| Confederations Cup |         |            | 1x        | 2017      |        |       |